# Flekkerøy Idrettslag
Flekkerøy Idrettslag, detta anche Fløy è una squadra di calcio norvegese di Kristiansand, che prende nome dall'isola di Flekkerøy. Milita nella 2. divisjon, la terza serie del campionato norvegese di calcio.

## Storia
Nel 1999 il club ha ottenuto la promozione in Terza Divisione e nel 2004 in Seconda Divisione. Da allora ha militato in questa categoria, ottenendo un secondo posto nell'edizione del 2010 e in quella del 2012.

## Palmarès

### Competizioni nazionali
- 3. divisjon: 1

2017 (gruppo 3)

### Altri piazzamenti
- 2. divisjon:

Secondo posto: 2010 (gruppo 3), 2012 (gruppo 3)
Terzo posto: 2005 (gruppo 3), 2008 (gruppo 3)